# Serquigny

Serquigny este o comună în departamentul Eure, Franța. În 1 ianuarie 2022 avea o populație de 1.772 de locuitori.